# Mary Ann (1838)

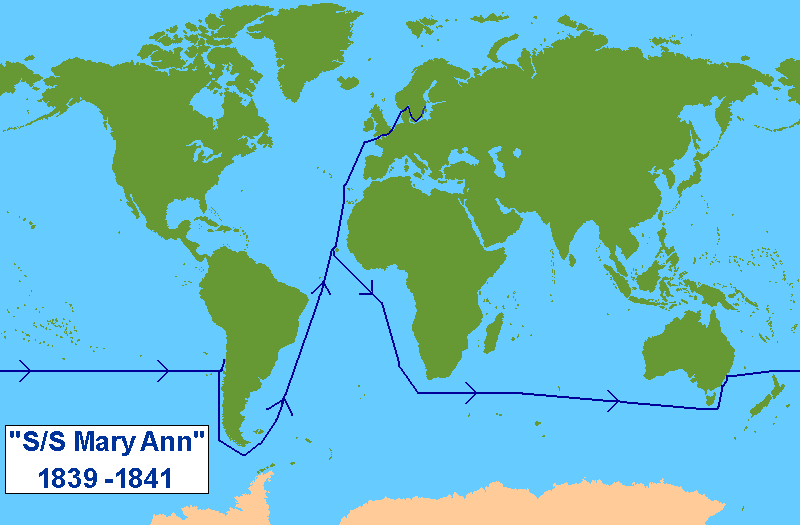
Mary Anns världsomsegling

Mary Ann var ett svenskt mindre segelfartyg byggd och sjösatt 1838. Fartyget genomförde den Första svenska världsomseglingen åren 1839 till 1841 under befäl av kapten Nils Werngren.

## Om fartyget
Mary Ann var en liten skonert av typen brigantin  med en deplacementvikt på cirka 193 ton. Fartyget var 21,8 meter lång, 7,1 meter brett och hade ett akterdjup på 3,65 meter. Besättningen utgjordes av 6–10 man.
Fartyget byggdes vid Oscarsvarvet i Luleå och sjösattes den 30 juli 1838. Den 8 augusti godkändes fartyget och registrerades efter kontroll av stadens skeppsmätare Olof Edling. I september skrev kommerskollegiet fribrevet som gav redaren Carl Fredrik Liljevalch rätten att använda Mary Ann som handelsfartyg.
Jungfruresan genomfördes i augusti 1838  mellan Luleå och Stockholm under befäl av kapten L.J. Florén. Florén förde befäl över fartyget fram tills han mönstrade av i Stockholm den 8 juli 1839. Liljevalch och dennes nye affärskompanjon Nils Peter Ringman planerade att fartyget nu skulle användas till varutransporter till Australien med Ringman som kapten. Varor införskaffades men strax före planerad avresa avslöjades Ringman som bedragare och Liljevalch behövde en ny kapten. Valet föll på Werngren som var kapten på Liljevalchs skonert Snäll och just återkommit från en handelsresa till Portugal.

## Världsomseglingen
I augusti 1839  lämnade Mary Ann under Werngrens befäl Stockholms hamn men resan var inte planerat som en världsomsegling. Fartyget gick mot England i hopp om att där kunna sälja lasten. Detta misslyckades och Liljevalch uppdrog åt Werngren att åka vidare till Australien.
I december 1839 lämnade Mary Ann England med kurs runt Afrika mot Australien och anlände som första svenska fartyg till Sydney i maj 1840. Werngren lyckades sälja lasten och därefter få ny last, nu till Chile. I Chile fick man sedan en last till England. Hemresan gick runt Kap Horn till Swansea i Wales där man inhandlade ny last till Stockholm. Mary Ann anlände till Stockholm i maj 1841 efter en lång resa jorden runt.

## Eftermäle
Fartyget såldes senare till handelsbolaget "Joh. Chr Pauli & Co" i Stockholm. 1856 sålde Pauli i sin tur fartyget till handlaren Carl Johan Pira i Roslagen. År 1868 blev Carl-Erik Eriksson delägare i Mary Ann och fartyget gick i trafik fram till 1877 då hon slopades ur Sjöfartsregistret. Eriksson övertog det slitna fartyget men hon användes inte mer utan sänktes 1878 för att tjäna som vågbrytare. Vraket ligger i Väddö kanal vid Häverö norr om Norrtälje.
År 1989 utkom boken De första världsomseglingarna under svensk flagg skriven av Carl Axel Östberg och den var baserade på Werngrens dagböcker. Den 11 mars 1999 utgavs ett minnesfrimärke över fartyget.